# Seznam glasbenikov, upodobljenih na bankovcih
Seznam glasbenikov, upodobljenih na bankovcih je abecedni seznam s povezavami na slike.

## B
- Béla Bartók (1881-1945)
- Vincenzo Bellini (1801-1835)
- Hector Berlioz (1803-1869)
- Anton Bruckner (1824-1896)

## C
- Frederic Chopin (1810-1849)

## D
- Claude Debussy (1862-1918)
- Ema Destinnova (1878-1930)

## E
- Edward Elgar (1857-1934)
- George Enescu (1881-1955)

## F
- Manuel de Falla (1876-1946)

## G
- Edward Grieg (1843-1907)

## H
- Arthur Honegger (1892-1955)
- Aram Hačaturjan (1903-1978)

## L
- Jenny Lind (1820–1887)

## M
- Stevan Stojanović Mokranjac (1856-1914)
- Stanisław Moniuszko (1819-1872)
- Wolfgang Amadeus Mozart (1756-1791)

## P
- Jakob Petelin Gallus (1550–1591)

## S
- Adolphe Sax (1814–1894)
- Jan Sibelius (1865-1957)
- Bedrich Smetana (1824-1884)

## V
- Giuseppe Verdi (1813-1901)
- Heitor Villa-Lobos (1887-1959)

## W
- Clara Wieck Schumann (1819-1896)